# XBIZ Award for Best Sex Scene - Taboo Release
L'XBIZ Award for Best Sex Scene - Taboo Release  è un premio pornografico assegnato alla scena a tema taboo votata come migliore dalla XBIZ, l'ente che assegna gli XBIZ Awards, uno dei maggiori premi del settore.
Come per gli altri premi, viene assegnato nel corso di una cerimonia che si svolge a Los Angeles, solitamente nel mese di gennaio, dal 2018. Nel 2020, l'ultimo anno in cui è stato assegnato, il premio è stato chiamato "Best Sex Scene - Taboo - Theemed".

## Vincitori

### Anni 2010
| Anno | Vincitori                  | Titolo                   |
| ---- | -------------------------- | ------------------------ |
| 2018 | Angel Smalls Isiah Maxwell | My Big Black Stepbrother |
| 2019 | Gia Paige Michael Vegas    | The Jealous Brother      |

### Anni 2020
| Anno | Vincitori                         | Titolo    |
| ---- | --------------------------------- | --------- |
| 2020 | Bridgette B Ivy Wolfe Tyler Nixon | The Rules |